# Subaru WRX
Subaru WRX – samochód sportowy o nadwoziu sedan produkowany przez japońską markę Subaru od 2014 roku. Auto zostało po raz pierwszy zaprezentowane podczas targów motoryzacyjnych w Los Angeles pod koniec 2013 roku.

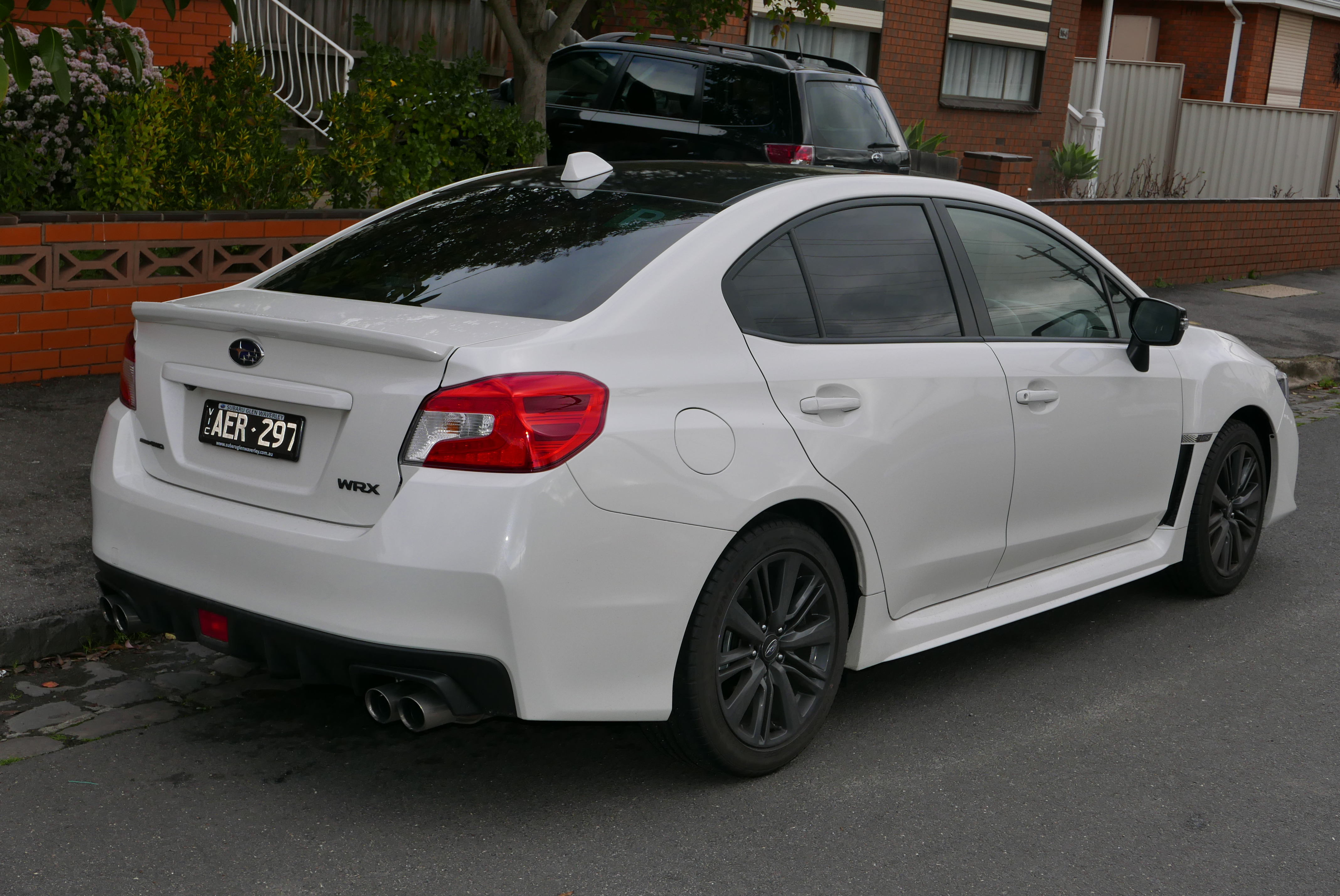
Tył Subaru WRX

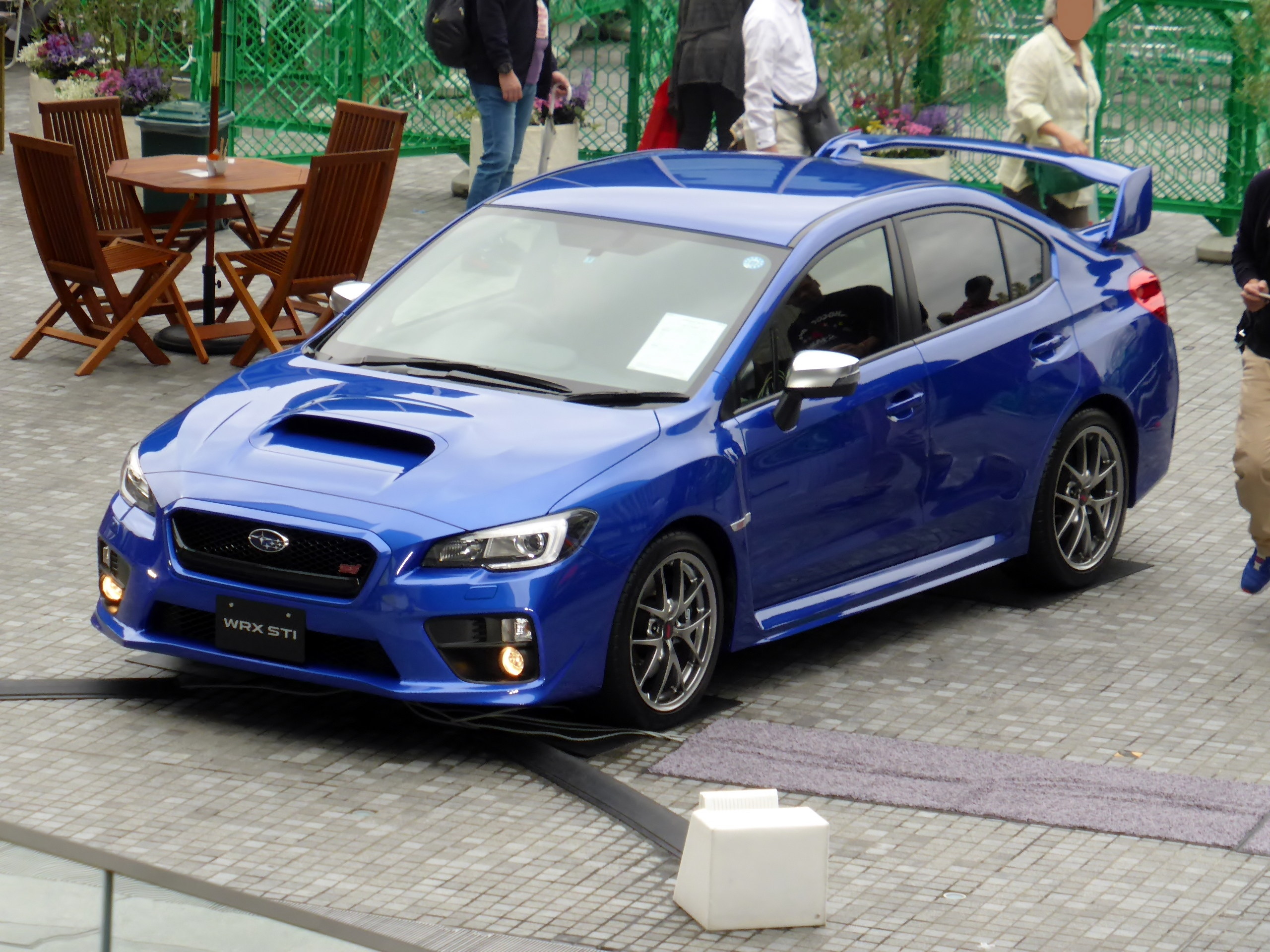
Subaru WRX STI

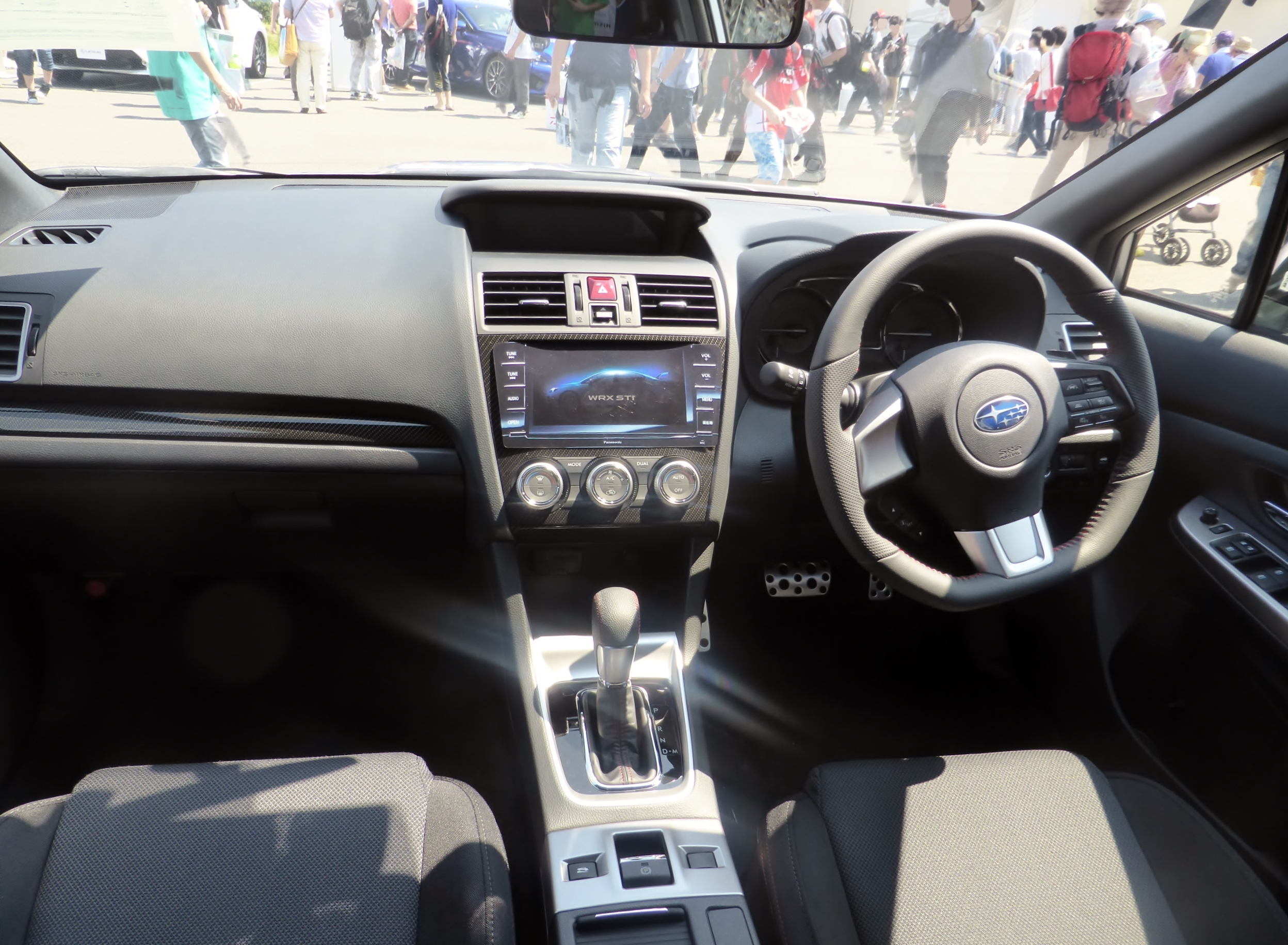
Wnętrze Subaru WRX

Pojazd jest mocniejszą oraz agresywniejszą odmianą czwartej generacji modelu Impreza w wersji sedan. W stosunku do Imprezy IV zastosowano zupełnie nowy zderzak przedni, nakładki na progi oraz tylny zderzak ze zintegrowanym dyfuzorem, zmieniono także m.in. reflektory, które zaczerpnięte zostały z modelu Levorg, a także zwiększono rozstaw osi pojazdu. We wnętrzu pojazdu zmienione zostały fotele oraz zestaw wskaźników, a na szczycie konsoli środkowej umieszczono ciekłokrystaliczny wyświetlacz nawigacji satelitarnej. 
W styczniu 2014 roku podczas targów motoryzacyjnych w Detroit zaprezentowana została najmocniejsza wersja Subaru WRX - STI. Pojazd wyposażony został w silnik o pojemności 2.5 l, w układzie układzie przeciwsobnym (bokser). Dzięki turbodoładowaniu osiąga moc maksymalną 305 KM oraz 393 Nm momentu obrotowego.

## Silniki
| 2.0       | b.d. | B4 | 276/b.d.       | 350/b.d. | b.d. | b.d. | b.d. |
| 2.5 Turbo | 2457 | B4 | 305 (221)/6000 | 407/4000 | 5,2  | 255  | 10,4 |

## Wyposażenie
- Sport
- Exclusive

Standardowe wyposażenie pojazdu obejmuje reflektory przednie oraz tylne wykonane w całości w technologii LED oraz 17-calowe alufelgi. Opcjonalnie samochód wyposażyć można m.in. w 400-watowy system audio firmy Harman-Kardon